# Calycella hispida
Calycella hispida är en nässeldjursart som först beskrevs av Nutting 1896.  Calycella hispida ingår i släktet Calycella och familjen Campanulinidae. Inga underarter finns listade i Catalogue of Life.